# Raatin Stadion
Das Raatin Stadion (finnisch Raatin stadion) ist ein Fußballstadion mit Leichtathletikanlage im Stadtviertel Koskikeskus der finnischen Stadt Oulu. Der Fußballverein AC Oulu trägt seit 2011 hier seine Heimspiele aus. Zuvor nutzten auch andere Fußballvereine der Stadt wie Oulun Työväen Palloilijat (OTP), Oulun Palloseura (OPS) und der FC Oulu die Sportarena. Das Stadion bietet auf den zwei Längstribünen insgesamt 4392 Plätze, davon 2280 Plätze auf der überdachten Haupttribüne und 2112 Plätze auf der Gegengeraden unter freiem Himmel sowie V.I.P.-Logen.

## Geschichte
Das ursprüngliche Stadion entstand Anfang der 1950er Jahre und wurde am 1. Juli 1953 eingeweiht. Es befindet sich auf einer kleinen Insel im Fluss Oulujoki an der Mündung zum Bottnischen Meerbusen. Es ist Teil des Raatin liikuntakeskus (deutsch Raatin Sportzentrum) zu dem das Raatin stadion und das Raatin uimahalli (deutsch Raatin-Schwimmbad). Zwischen 2009 und 2011 wurden die alten Sportstätten durch Neubauten ersetzt. Im Frühjahr 2009 begannen die Arbeiten mit dem Abriss des alten Schwimmbads. Die erste Bauphase wurde am 9. August 2010 mit der Eröffnung der neuen Schwimmhalle abgeschlossen. Im Oktober 2010 wurde im Stadion ein neuer Naturrasen verlegt. Im Mai 2011 folgte die neue Leichtathletikanlage. Die zweite Phase wurde im Juni 2011 abgeschlossen. Am 18. Juni 2011 wurde das neue Sportzentrum mit dem Spiel der Ykkönen zwischen dem AC Oulu und dem FC Viikingit (2:1) gefeiert. Einen Monat später am 16. Juli 2011 fand wieder das jährlich ausgetragene Leichtathletikmeeting Valkean kaupungin kisat (VKK) im Stadion statt.
Das Stadion war einer der Austragungsorte der Bandy-Weltmeisterschaft 1967 und der Bandy-Weltmeisterschaft 1975. Die finnischen Leichtathletik-Meisterschaften wurden bisher sechs Mal (1964, 1971, 1981, 1990, 1998 und 2016) im Stadion von Oulu ausgetragen. Am 6. Juni 1974 traf die finnische Fußballnationalmannschaft im Rahmen der Nordischen Fußballmeisterschaft der Männer 1972–1977 im Raatin Stadion vor 9210 Zuschauern auf Dänemark. Das Spiel endete mit 1:1. Zwei Mal hintereinander trat der OPS in der 1. Runde im Europapokal der Landesmeister 1980/81 und 1981/82 gegen den FC Liverpool im Raatin Stadion an. Am 17. September 1980 erreichte Oulun Palloseura im Hinspiel zu Hause vor 14.000 Zuschauern gegen die Liverpooler ein 1:1-Unentschieden (Rückspiel: 1:10). Im Jahr darauf unterlag man am 16. September 1981 in Oulu vor 8400 Besuchern knapp mit 0:1 (Rückspiel: 0:7). In der Qualifikation zur UEFA Europa League 2014/15 trug der Rovaniemi PS das Heimspiel der 2. Runde gegen den griechischen Vertreter Asteras Tripolis (1:1) vor 3424 Besuchern in Oulu aus. Das heimische Rovaniemen keskuskenttä wurde renoviert. Im Jahr darauf empfing der Vaasan PS vor 2180 Besuchern den schwedischen Spitzenclub AIK Solna (2:2) in der 1. Qualifikationsrunde der UEFA Europa League 2015/16 im Stadion in Oulu, da das Hietalahti Stadion im Umbau war.
Im Stadion finden auch Konzerte statt. Es traten u. a. die Ben Miller Band, Melrose, Peer Günt, Eppu Normaali, John Fogerty, ZZ Top, Joan Jett And The Blackhearts, Uriah Heep und Lynyrd Skynyrd auf.

## Galerie

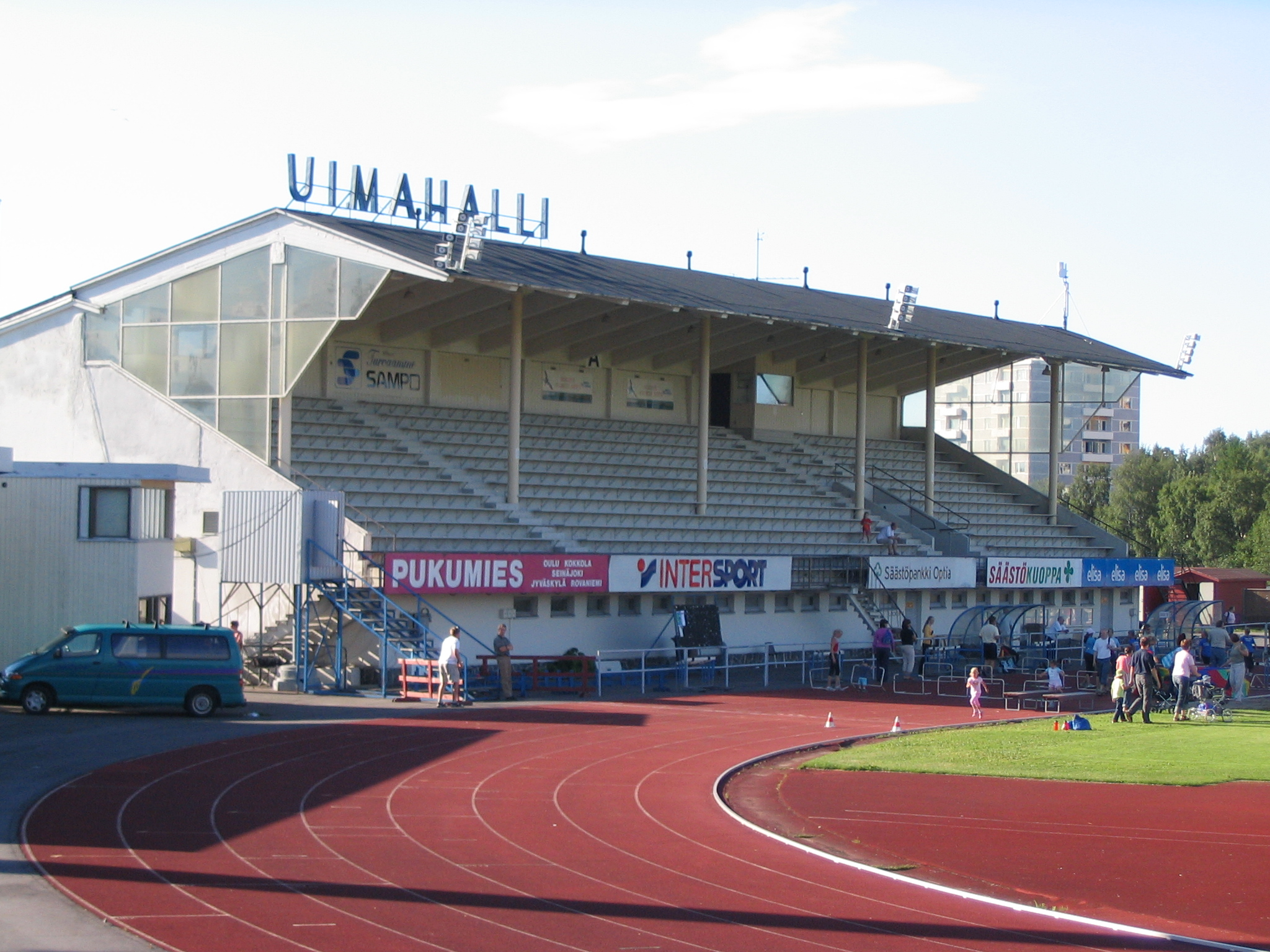
Die alte Haupttribüne (2005)
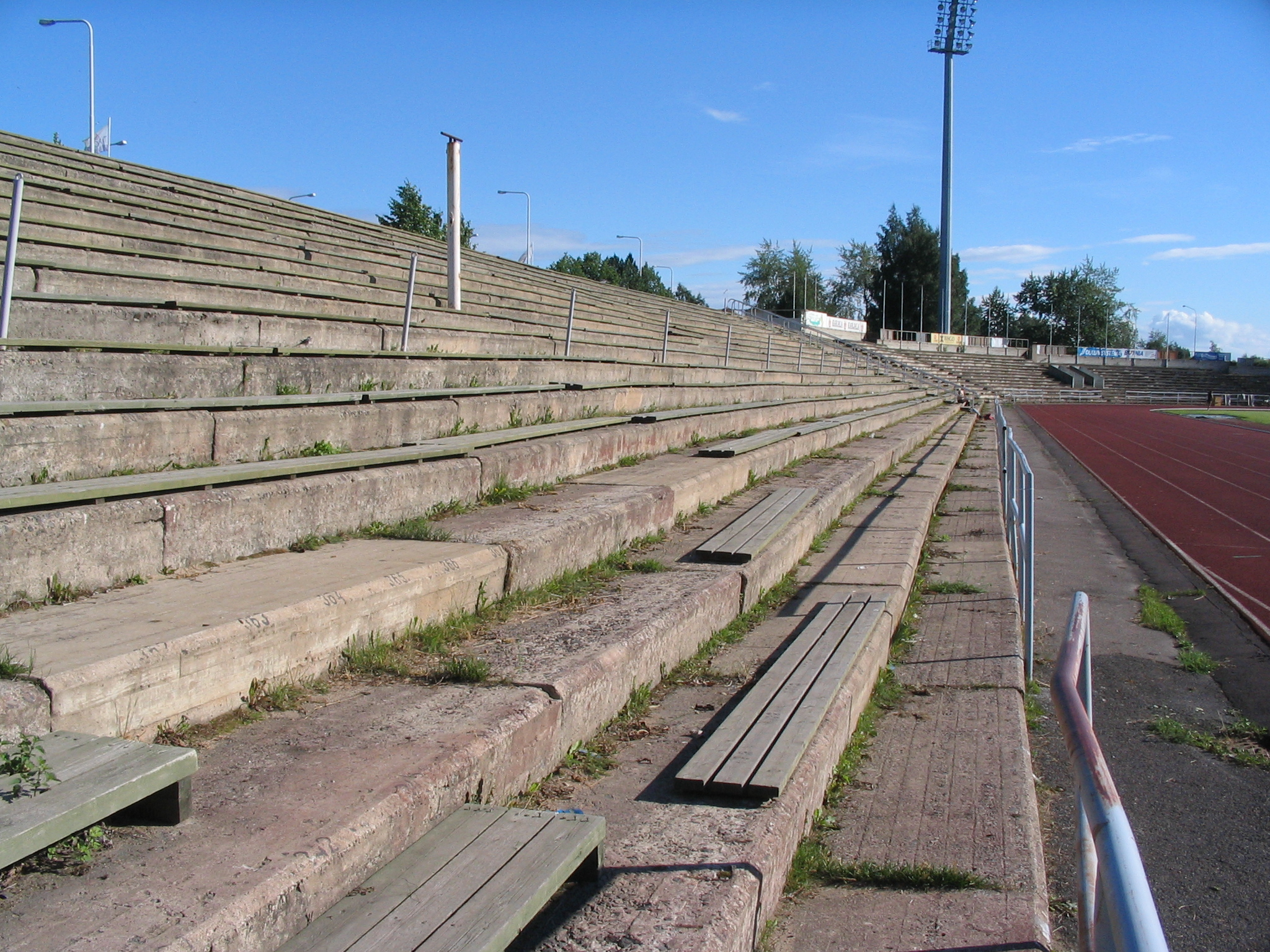
Die Gegengerade im Jahr 2005
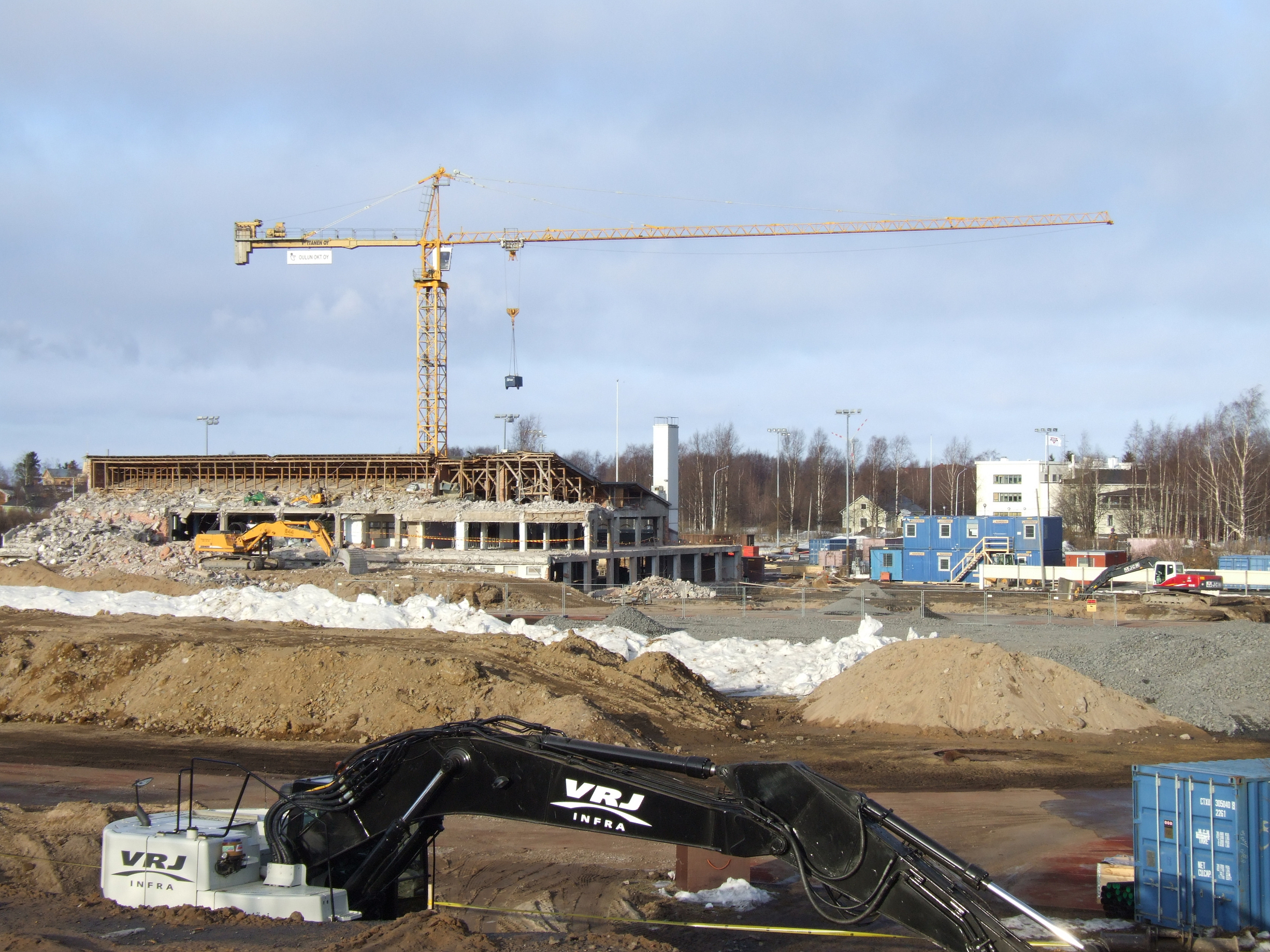
Das Raatin Stadion während des Umbaus im April 2009
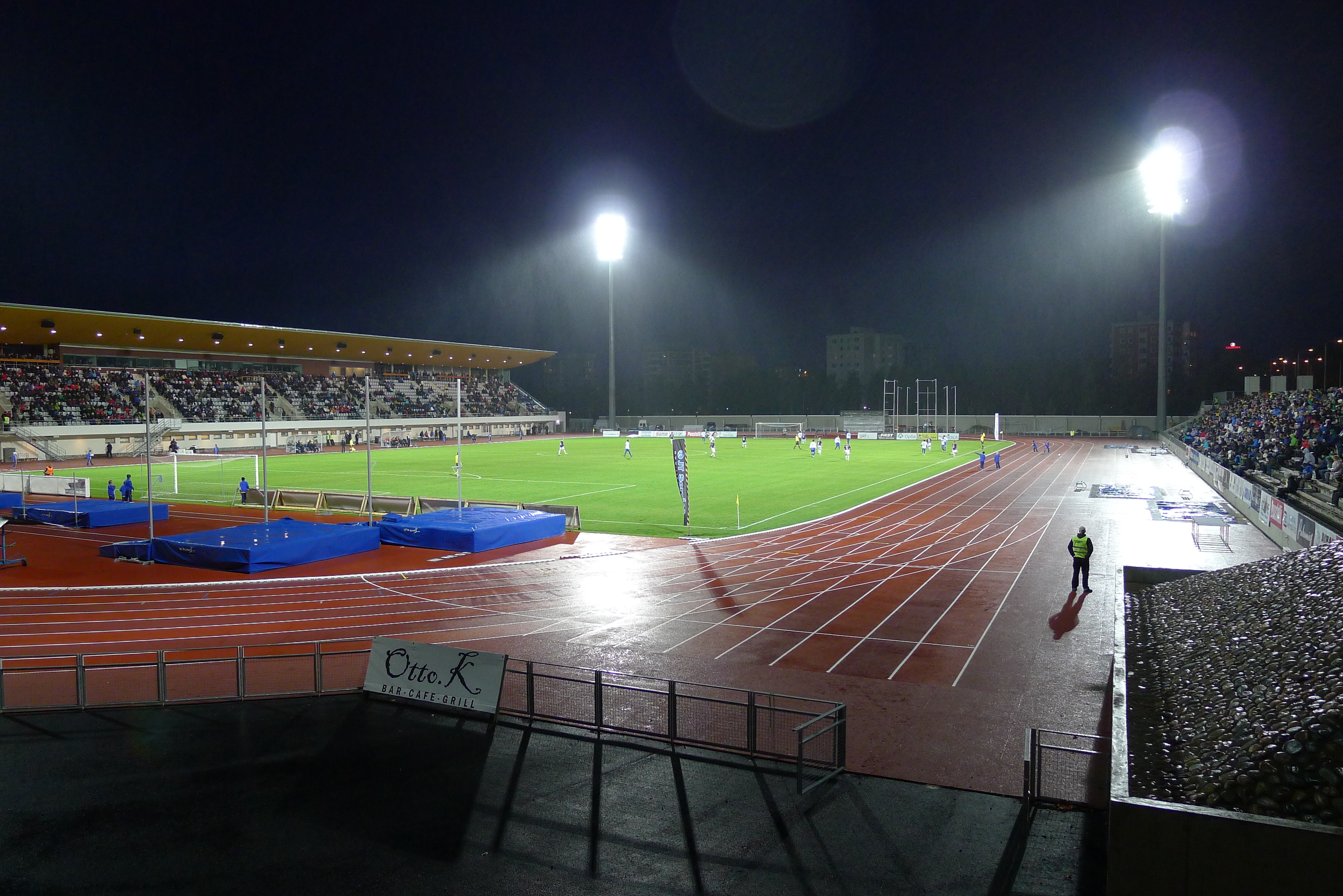
Blick in das Stadion nach der Renovierung (2011)
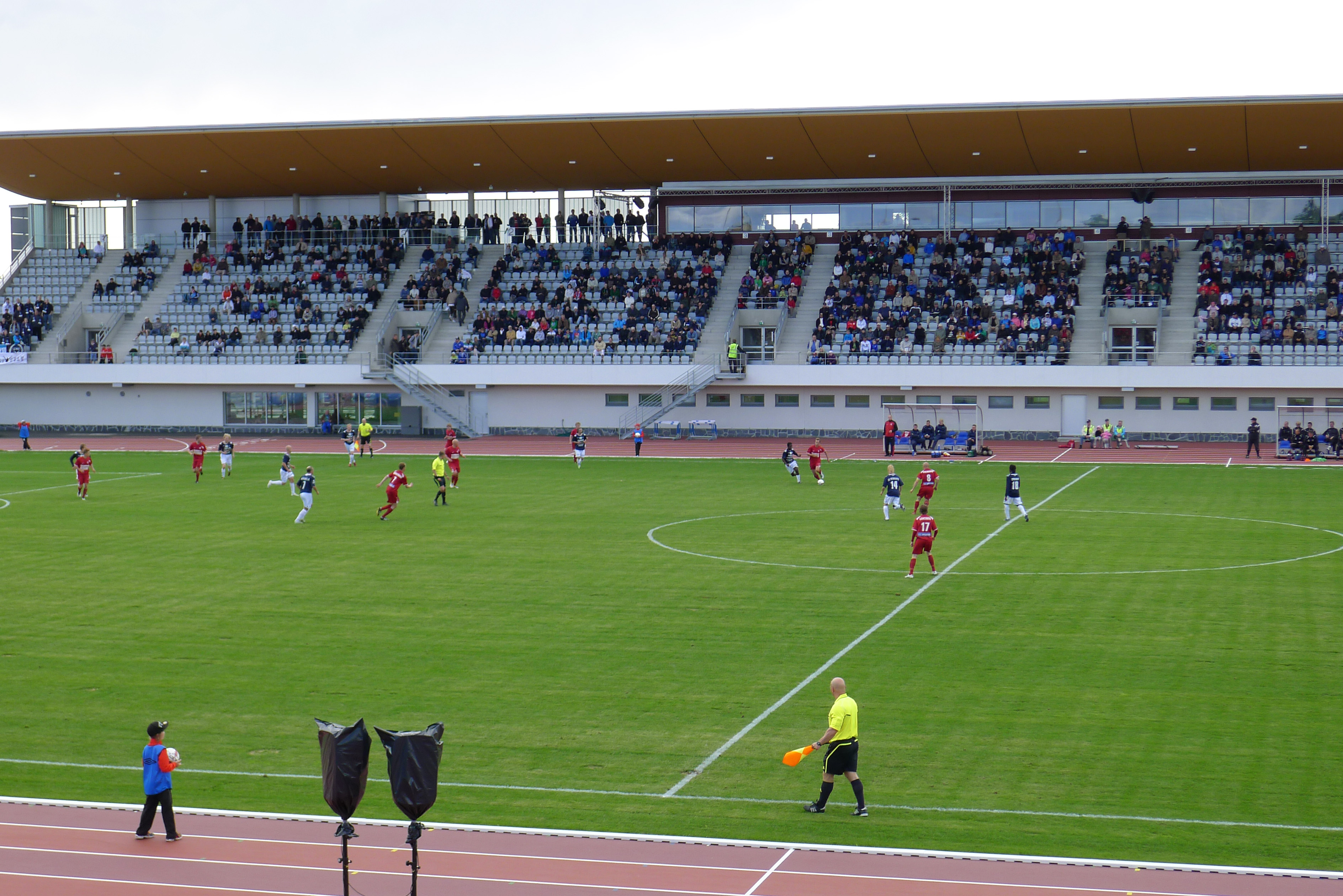
Erste Partie nach dem Umbau am 18. Juni 2011 zwischen dem AC Oulu und dem FC Viikingit (2:1)
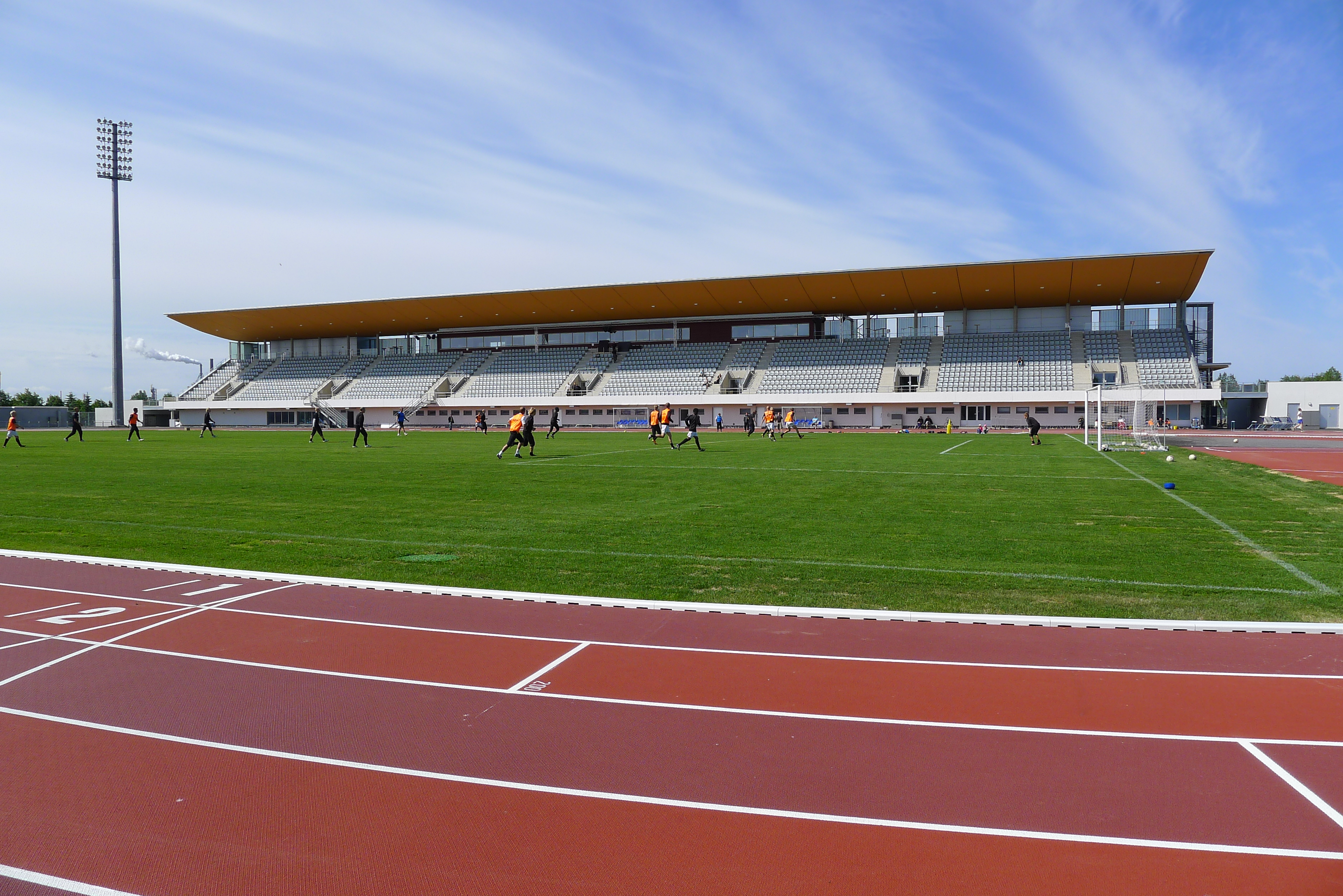
Blick auf die Haupttribüne im Juni 2011
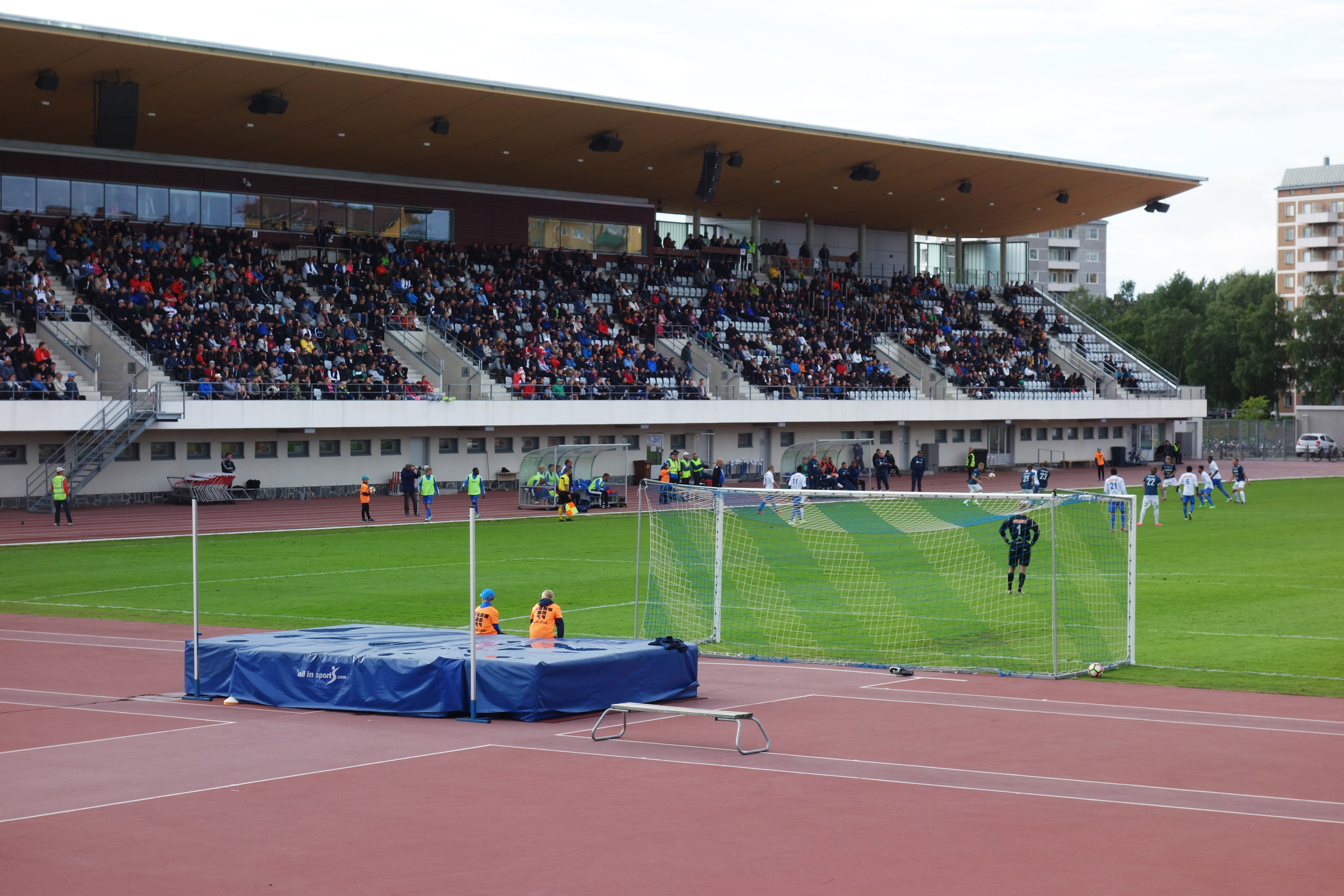
Derby am 14. Spieltag der Ykkönen 2017 zwischen AC Oulu und OPS (3:0) am 19. Juli 2017